# فصل (کتاب‌ها)

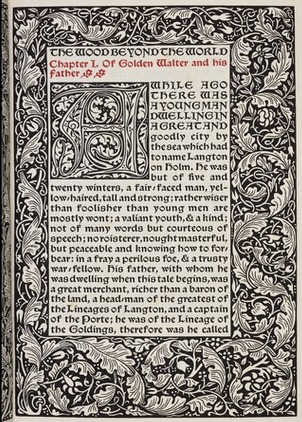
جلد کتاب جنگلی آن سوی جهان

یک فصل که یکی از اصلی‌ترین بخش‌های یک قطعه از نوشته مانند یک کتاب نثر یا شعر یا قانون است. با توجه به هر کاربرد فصول کتاب می‌توانند شماره‌گذاری شوند یا از عنوان‌های متفاوتی استفاده کنند.

## طرح شماره‌گذاری غیرمعمول
در برخی آثار داستانی نویسندگان گاهی اوقات فصول کتاب را به صورت غیر متعارف شماره گذاری می‌کنند. برای مثال:
- در کتاب «Seiobo There Below» نوشته لاسلو کراسناهورکایی فصول به صورت دنباله فیبوناچی شماره‌گذاری شده‌اند
- در کتاب «ماجرای عجیب سگی در شب» نوشته مارک هادون تنها دارای فصولی با شماره اعداد اول است.

### ساختار فصل
بسیاری از رمان‌های بلند دارای فصل هستند. کتاب‌های غیر داستانی، به ویژه کتب مرجع برای استفاده آسان‌تر تقریباً همواره دارای فصول مختلف هستند. در این آثار به‌طور معمول فصل‌ها به چند بخش تقسیم می‌شوند. فصول کتب مرجع تقریباً همواره در فهرست مطالب فهرست می‌شوند. رمان‌ها نیز گاهی از فهرست مطالب استفاده می‌کنند اما این کار معمول نیست.